# Melanotrema endomelaenum
Melanotrema endomelaenum är en lavart som först beskrevs av Johannes Müller Argoviensis, och fick sitt nu gällande namn av Mangold. Melanotrema endomelaenum ingår i släktet Melanotrema och familjen Graphidaceae.   Inga underarter finns listade i Catalogue of Life.